# Alois Hönlinger
Alois Hönlinger (* 9. September 1855 in Wien, Alsergrund; † 9. Mai 1920 in Klagenfurt) war ein österreichischer Gutsbesitzer und Politiker.

## Leben
Hönlinger war der Sohn des Kaufmanns und Realitätenbesitzers Alois Hönlinger (* 1820; † 30. November 1871) und dessen Ehefrau Maria geborene Nagel. Er war römisch-katholisch und heiratete am 25. November 1880 Hermine geborene Hönlinger (* 23. Dezember 1856; † Februar 1943). Aus der Ehe ging eine Tochter und zwei Söhne hervor.
Hönlinger besuchte die Realschule und die Handelsakademie in Wien. Zwischen 1873 und 1878 besuchte er die landwirtschaftliche Akademie Proskau (Preußisch-Schlesien) und studierte an der Hochschule für Bodenkultur Wien. Von 1878 bis 1880 arbeitete er als Praktikant und Volontär auf großen Gütern in Mähren. Im Jahr 1880 erwarb er das Gute Kollegg im Lavanttal und wurde 1881 Vorsteher der Gemeinde Fischering (Bezirk Wolfsberg). Nach dem Verkauf von Gut Kollegg verbrachte er die Jahre 1882 bis 1889 zur Ausheilung eines Lungenleidens in Kurorten an der Riviera und in Südtirol. 1889 kaufte er das Gut Weyerhof (zwischen Wolfsberg und St. Andrä).
Er war Mitglied der Gemeindevertretung und des Ortsschulrates von St. Marein bei Wolfsberg. Von 1911 bis 1919 war er Präsident der Kärntner Landwirtschaftskammer. Im Jahr 1917 war er Gründungsmitglied der Kärntner Bank.
Vom 26. Januar 1897 bis zum 20. September 1915 war er Abgeordneter im Kärntner Landtag. Im Landtag war er in der 
- VIII. Wahlperiode von 1897 bis 1902 Mitglied des Finanz- und des land- und volkswirtschaftlichen Ausschusses
- IX. Wahlperiode von 1903 bis 1909 Mitglied des Landesausschusses
- X. Wahlperiode von 1909 bis 1915 Mitglied des Landesausschusses

Er gehörte dem Klub KBB an.
Nach dem Ersten Weltkrieg gehörte er vom 11. November 1918 bis zu seinem Tod am 9. Mai 1920 der Provisorischen Landesversammlung an und war Mitglied des Landesausschusses in der Landesregierung Lemisch I für die Deutschdemokratische Partei/KBB. 
Er wurde zum Ehrenbürger der Gemeinde St. Stefan im Lavanttal ernannt. Er ist in Klagenfurt-Annabichl begraben.